# Hanamaki
Hanamaki (japonsky 花巻市) je město v prefektuře Iwate v Japonsku. K roku 2018 mělo bezmála pětadevadesát tisíc obyvatel.

## Poloha
Hanamaki leží v severní části hlavního japonského ostrova Honšú severně od Sendai a jižně od Morioky. Protéká přes něj řeka Kitakami.

## Dějiny
Jako město vzniklo Hanamaki správní reformou 1. dubna 1889. V roce 1929 do něj bylo sloučeno sousední město Kawaguči a v roce 1954 několik dalších okolních vesnic. Další vesnice byla do Hanamaki sloučena v roce 1955. V roce 2006 bylo do Hanamaki sloučeno několik dalších měst.

### Rodáci
- Kendži Mijazawa (1896–1933), básník